# 拉夫維爾 (特拉華州)
拉夫維爾（英語：Loveville）是位於美國特拉華州紐卡斯爾縣的一個非建制地區。該地的面積和人口皆未知。

## 地理
拉夫維爾的座標為39°46′15″N 75°39′52″W / 39.77083°N 75.66444°W，而該地的平均海拔高度為100米（即328英尺）。